# Déficit de tarifa
El déficit de tarifa o déficit tarifario, en el sector eléctrico español se inicia en el año 2000. Se refiere a la diferencia entre los ingresos que las empresas eléctricas españolas perciben por los pagos de los consumidores y los costes que la normativa reconoce por suministrar electricidad. En 2014, la deuda por el déficit de tarifa eléctrica en España superó la cifra de 30.000 millones. Desde entonces, ha ido disminuyendo. A finales de 2017 ascendía a 20.994 millones de euros) A finales de 2018, a 18.851,5 millones de euros, aproximadamente un 10% inferior a la del 2017. A finales de 2019 la deuda era de 16.602 millones de euros, alrededor de un 12% inferior a la de 2018. A finales de 2020, a 14.294 millones de euros, aproximadamente un 14% inferior a la del 2019.
Varias modificaciones legislativas trataron de frenar el crecimiento de esta deuda, y finalmente se ha logrado  que el sistema eléctrico deje de generar déficit. La Ley 24/2013, del Sector Eléctrico, establece el principio rector de sostenibilidad económica y financiera limitando el desajuste por déficit de ingresos en un ejercicio a un máximo de un 2% de los ingresos estimados del sistema para dicho ejercicio. Además, indica que la deuda acumulada por desajustes de ejercicios anteriores no podrá superar el 5% de los ingresos estimados del sistema para dicho ejercicio. En el caso de que no se cumplan dichos límites, se revisarán automáticamente los peajes o cargos que correspondan. Por ello, en el año 2014, tras 14 años consecutivos de generación de déficit, el sistema eléctrico pasó a registrar un superávit de 550 millones de euros. A partir de entonces han seguido registrándose superávits, si bien cada año de menor cuantía (96 millones de euros en 2018).
- Déficits/superávits del sistema eléctrico generados anualmente en el periodo 2000-2019 (millones de euros)[4]

```

```

## Carácter y origen del déficit de tarifa eléctrico español
El déficit tarifario se considera un déficit regulatorio y no un déficit económico. Se debe a que los ingresos obtenidos por los peajes de acceso del sistema eléctrico son inferiores a los costes reconocidos por las actividades reguladas a las empresas eléctricas.[cita requerida]
Las causas del déficit son errores de estimación y decisiones políticas.

### Liberalización del sector
Desde la liberalización, los gobiernos del PP presididos por José María Aznar, los gobiernos socialistas presididos por José Luis Rodríguez Zapatero y de nuevo el gobierno del PP de Mariano Rajoy Brey comenzaron a aplicar una política de congelación de la tarifa de la luz al margen de los costes declarados de la energía, que se transformó en "deuda" con las empresas productoras de electricidad.
Este déficit de tarifa creció año tras año, especialmente desde 2005, hasta alcanzar la cifra de 30.000 millones de euros en 2013.

### Errores de estimación y decisiones políticas
Las diferencias entre la recaudación por tarifas integrales y de acceso y los costes reales de las mismas se originan básicamente de dos maneras:
- errores de estimación (diferencia entre los costes reales del suministro de la energía y las previsiones realizadas al inicio del año por el Gobierno)
- decisiones regulatorias del gobierno

La mayor parte de los costes que determinan las tarifas son previsiones. Dos ejemplos son: 
- a) el coste de adquisición de la energía, por parte de los generadores, para el suministro a los consumidores acogidos a la tarifa integral y
- b) el coste de la producción del Régimen Especial, que recibe primas

Los errores de estimación crearían un déficit coyuntural y no estructural, ya que las previsiones podrían serlo en cualquier sentido -positivo o negativo- y a largo plazo el déficit promedio tendería a ser nulo. Sin embargo, el Gobierno es el encargado de aprobar las tarifas eléctricas en cada periodo marcado. En 2000, sus responsables aprobaron unas tarifas que no incluían todos los costes que las compañías eléctricas aseguraban tener. Ese fue el comienzo del déficit de tarifa, una especie de deuda aplazada de los consumidores con las empresas eléctricas. Su objetivo inicial: mantener bajos los precios de la electricidad y evitar efectos negativos en la inflación y en la competitividad, así como el desgaste político.
Josep Piqué, ministro de Industria en esa época, justificó la medida en la mala situación económica del país. Señaló que era temporal: 10 años. Sin embargo, los sucesivos gobiernos mantuvieron esta decisión, independientemente de la situación económica, por lo que el déficit de tarifa aumentó año tras año, llegando en 2013 a más de 30.000 millones de euros.
Esta forma de proceder de los gobiernos ha generado un déficit estructural cada vez más elevado y difícil de mantener, que afecta al desarrollo de la competencia en los mercados y a las señales económicas que reciben generadores y demanda. El déficit no es otra cosa que una deuda del Sistema (es decir, de los consumidores) con las empresas que aportan la financiación del citado déficit. Por lo tanto, requiere recursos financieros para cubrir la diferencia entre los ingresos de las empresas y los pagos realizados por los consumidores presentes.
Con la garantía regulatoria expresada en un Real Decreto, los recursos financieros para realizar estos pagos se obtienen a través de la promesa de que se recuperarán en el futuro mediante recargos sobre las tarifas de acceso a las redes. Este proceso es el que se conoce como financiación de déficit. El método por el cual las empresas pueden adelantar los fondos necesarios para cubrir estos costes sin afectar al normal funcionamiento de su actividad es la cesión a terceros de estos derechos que, a cambio, entregan a sus titulares el valor presente de los flujos futuros esperados a un determinado tipo de descuento. Con la regulación del déficit ex – ante, introducido en 2007, supuestamente la inflación del déficit se externaliza directamente a empresas con mayor vocación financiera.

## Posibles soluciones para la eliminación del déficit
Para frenar su continuo aumento y evitar la completa insostenibilidad de la situación para empresas y consumidores, caben varias soluciones:
1. Bajar los costes reconocidos de la generación de electricidad.
2. Auditoría de la deuda y, en su caso, declaración de nulidad de la deuda eléctrica ilegítima.
3. Subir las tarifas.
4. Financiar los costes que no cubren las tarifas con fondos provenientes de los Presupuestos Generales del Estado o similares.

Las reformas del gobierno han permitido que después de 14 años consecutivos de generación de déficit, el 2014 fuera el primer año en el que resultó un superávit en el sistema eléctrico, por importe de 550 millones de euros.
Colectivos de usuarios y partidos políticos reclaman la auditoría a la deuda del déficit de tarifa, con el objeto de establecer exactamente su origen y composición y, en su caso, anular la parte del déficit que se considere ilegítimo o espurio.